# 店長がバカすぎて
『店長がバカすぎて』（てんちょうがバカすぎて）は、2019年7月13日に角川春樹事務所から出版された早見和真による小説。続巻として『新！店長がバカすぎて』が2022年8月31日出版された。
いずれも武蔵野書店・吉祥寺本店に集う店員、お客、作家が織りなす人間模様を描く。

## あらすじ

### 店長がバカすぎて
- 第一話 店長がバカすぎて

書店員の京子は、尊敬する先輩書店員・小柳真理が紹介する、名前も知られていない作家の売れない作品に添えられた、売り場のポップの書評が気になり、読んでみるが、その面白さが全くわからない。
- 第二話 小説家がバカすぎて

吉祥寺本店の店長・山本が、武蔵野書店にて人気作家の富田暁を招いてサイン会を企画するが、デビュー作以降、順調に作品は売れるものの、面白い作品が書けないでいる富田はすっかりグレていた。
- 第三話 弊社の社長がバカすぎて

武蔵野書店の創業者で社長の柏木雄三が、吉祥寺本店に視察に来るが、自分の失策を棚に上げ、文芸の売り上げが下がっている事を、書店員の努力が足りないと叱責する。
- 第四話 営業がバカすぎて

かつて吉祥寺本店で京子と共に働く店員だった木梨祐子が、大手出版社の往来社の新人として、上司の山中と共に営業にやってきた。『レッツ・ゴー奥さま』という、年刊誌を、書店員に強制的に自爆購入させる大手出版社の傲慢さと、武蔵野書店にあまり力を入れてくれていない往来社の営業方針に、良い印象を持っていない京子は、彼女の就職を素直に喜べなかった。
- 第五話 神様がバカすぎて

ネットで手軽に本を購入出来るようになった現代においても、足繁くお店に来店し、定期購読を含め多数の書籍を購入して下さる常連のお得意様を、京子は勝手に「神様」と認定して大切にしているが、その尊い神々は、凡夫である書店員達の信仰心を、しばしば試すことがある。「出版社名や著者名はおろか、タイトルさえもわからない出版物を注文したい」と。しがない凡夫の書店員達の心は打ちひしがれる。運命はいかに。
- 最終話 結局、私がバカすぎて

出版社の営業担当者ですらその正体を知らない覆面作家・大西賢也。彼のサイン会を行おうと、店長の山本が動き出す。
正体を知られたくないから覆面作家なのであろう大西を、書店の店先に呼ぼうとする店長のバカさ加減に、あきれる京子であったが、その京子の元に、往来社の営業・山中が、かつての書店員仲間であった木梨祐子を伴って訪ねてきた。執筆中と噂されていた、大西賢也の新作のゲラ刷り原稿を携えて。

### 新！店長がバカすぎて
- 第一話 帰ってきた店長がバカすぎて

小柳店長の寿退職に伴い、宮崎に飛ばされていた山本猛が吉祥寺本店の店長として復帰した。
- 第二話 アルバイトがバカすぎて

半年前のアルバイト面接に京子も同席していた。欠員1人の募集に対して5人の応募があった。最初の男性はひたすら自分の夢を語っていた。最後の一人の山本多佳恵が採用された。
- 第三話 親父がバカすぎて
- 第四話 社長のジュニアがバカすぎて

柏木雄太郎専務が吉祥寺本店でスタッフを叱責していたのを京子が諌めてから京子に急接近し、夢を語り始めた。ある日呼び出された京子は愛の告白されるのではと思ったが、当日は、雄太郎の妻子である由香里と雄介がいた。
- 第五話 新店長がバカすぎて

リニューアルオープン後の吉祥寺本店の店長に京子を昇進させ、山本店長は店長補佐とする人事案の内示が出たが。
- 最終話 やっぱり私がバカすぎて

吉祥寺本店のリニューアルオープン記念として、大西賢也のトークショーが行われることになったが、開催直前に本人から別の覆面作家であるマーク江本との対談形式にしたいと申し出があった。

## 登場人物

### 武蔵野書店関係者
谷原京子（たにはら きょうこ）
主人公。吉祥寺本店に勤めて6年目の契約社員。文藝コーナー担当。薄給が悩み。実家は神楽坂の小料理屋「美晴」
山本猛（やまもと たける）
吉祥寺本店の店長。独身。朝礼のスピーチにに自己啓発本の受け売りを用いて、社員を朝から萎えさせる。性格はのん気で掴みどころが無い。
小柳真理（こやなぎ まり）
吉祥寺本店に勤める正社員。書評がきっかけで新書をベストセラーに導いたこともあるカリスマ書店員。京子にとって憧れの先輩。
磯田真紀子（いそだ まきこ）
バイト店員。頭が良いが、扱いが難しい。
柏木雄三（かしわぎ ゆうぞう）
武蔵野書店の創業者で社長。ワンマンであまり他の人間の意見を聞かない。

### 続巻からの登場人物
山本多佳恵（やまもと たかえ）
半年前に入社したスタッフ。引きこもりであったが大西賢也のファンで吉祥寺本店でのサイン会に当たってから外に出るようになった。
廣原龍太郎（ひろはら りゅうたろう）
最近入ったという19歳の男性バイト。
柏木雄太郎（かしわぎ ゆうたろう）
社長のジュニアで専務。妻子あり。吉祥寺本店のリニューアルを計画し、京子にリニューアル後の店長を任せたいと思う。
柏木雄介（かしわぎ ゆうすけ）
雄太郎の息子で5歳だが、大人に向かって生意気に話す

### 出版関係者
山中（やまなか）
武蔵野書店を担当する往来館の営業。ただし武蔵野書店にはあまり力を入れてはいない。
木梨祐子（きなし　ゆうこ）
往来館の営業。
武田（たけだ）
続巻に登場の五反田パブリッシングの編集者。
佐藤（さとう）
続巻に登場の五反田パブリッシングの営業。

### 作家
富田暁（とみた あかつき）
小説家。デビュー作の『空白のエデン』はベストセラーとなる。
大西賢也（おおにし けんや）
小説家。覆面作家。『幌馬車に吹く風』や『早乙女今宵の後日談』などを書く売れっ子作家。
宮城リリー（みやぎ リリー）
小説家。デビュー作の『糸井川断層連続ニラ殺人事件』はベストセラーとなる。
竹丸トモヤ（たけまる トモヤ）
山本猛が愛用している自己啓発本著者。
マーク江本（マーク えもと）
小説家。大西賢也同様の覆面作家。デビュー作『ステイフーリッシュ・ビックパイン』。五反田パブリッシングから『新！店長がバカ過ぎる』を出版予定。

### その他の登場人物
藤井美也子（ふじい　みやこ）
吉祥寺本店を利用する常連客。証券会社に勤める派遣社員。本選びのセンスが良く、京子は勝手にマダムと名付けている。
石野恵奈子（いしの　えなこ）
京子の実家、小料理屋「美晴」を利用する常連客。自称「本が好きな酔っ払い」
田中道子（たなか みちこ）
京子が密かに神様Cと呼ぶ高齢女性。若いときは教師をしていたが、結婚後にやめさせられ、近年夫に先立たれ、京子に当時の自分を重ねて応援しようと料理を差し入れる。

## 書誌情報
- 早見和真『店長がバカすぎて』
  - 単行本：2019年7月13日発売、角川春樹事務所、ISBN 978-4-7584-1339-8、四六判並製[1]
  - 文庫本：2021年9月8日発売、角川春樹事務所、ISBN 978-4-7584-4426-2[1]
- 早見和真『新！店長がバカすぎて』
  - 単行本：2022年8月31日発売、角川春樹事務所、ISBN 978-4-7584-1428-9

## 用語
- 本屋大賞 - 書店員が選ぶ文学賞。現在は直木賞、芥川賞に並ぶ認知度を誇り、書店員や出版社も受賞作の販売に力を入れている。
- 谷原効果、逆谷原効果 - 谷原京子が小柳真理に小説を薦めた時、その小説が京子が絶賛するほど真理には面白く思えなかった場合を谷原効果と呼び、京子が貶し、低く評価した作品が、真理にはそれほど酷い作品ではなく、見どころもある。と判断したした場合には、逆谷原効果と呼ばれる。読み手の嗜好と判断基準のハードルの高さの違いを言い表わす二人の間だけで通じる言葉。